# Pancerniki typu South Carolina
Pancerniki typu South Carolina – typ amerykańskich pancerników z okresu sprzed I wojny światowej składający się z dwóch jednostek: USS "South Carolina" (BB-26) i USS "Michigan" (BB-27); pierwszy typ amerykańskich drednotów. Koncepcja obu okrętów powstała zgodnie z zasadą all-big-gun (pancernika uzbrojonego wyłącznie w liczne działa największego kalibru) jeszcze przed HMS "Dreadnought", ale ich projektowanie posuwało się zbyt wolno i w efekcie "Dreadnought" został zbudowany przed ich rozpoczęciem, stając się pierwszym pancernikiem nowej generacji.

## Projekt
Idea nowego, możliwie dużego typu pancernika dla marynarki amerykańskiej, była omawiana na łamach Proceedings (oficjalnej publikacji U.S. Naval Institute) od 1900 roku. Głównymi entuzjastami postępu w tej dziedzinie byli oficerowie marynarki William Sims, doradca prezydenta Theodore Roosevelta do spraw marynarki i Homer Poundstone, który już w 1902 roku zaproponował pancernik, uzbrojony w liczną jednolitą artylerię głównego kalibru, zamiast stosowanych na przełomie wieków dwóch głównych kalibrów, większego i mniejszego. W 1903 roku Poundstone z własnej inicjatywy sporządził projekt wstępny takiej jednostki, uzbrojonej w 12 dział 305 mm, o roboczej nazwie USS "Possible" ("możliwy"). Pomimo oporu konserwatywnych kół kierujących konstrukcją okrętów, skupionych wokół Rady Konstrukcyjnej (Board of Construction) i Biura Konstrukcji i Napraw (Bureau of Construction and Repairs, BC&R), rósł nacisk na realizację nowych projektów. W 1904 roku, po interwencji Rady Głównej Marynarki (General Board) – ciała doradczego Sekretarza Marynarki, a także samego prezydenta Roosevelta, BC&R przystąpiło do projektowania nowego rodzaju pancernika, lecz szczegółowe prace trwały długo. Głównym projektantem okrętów był szef BC&R kontradmirał Washington Capps. 
Nowe pancerniki stanowiły pod względem projektu i charakterystyk ewolucję poprzedniego typu Connecticut. Było to odmienne podejście do projektowania, niż prezentowane przez Brytyjczyków, którzy zaprojektowali swój okręt od początku. Projekt amerykański miał cechy wszystkich wczesnych okrętów liniowych (przeddrednotów) US Navy. Jedną z wymaganych cech był duży zasięg operacyjny. Parametry okrętów zostały ograniczone przez limit 16 000 ton narzucony przez Kongres na podstawie wielkości typu Connecticut. To spowodowało, że Amerykanie musieli skonstruować silniejszą niż dotychczas jednostkę o wyporności 16 000 ton, podczas gdy zagraniczni projektanci mieli nawet problemy z utrzymaniem wyporności 18 000 ton. Z zadania tego projektanci się wywiązali, kosztem bardziej zwartego upakowania siłowni i ogólnej ciasnoty w pomieszczeniach. Okręt został obniżony o jeden pokład na rufie, a artyleria średniego kalibru została ograniczona do dział kalibru 3 cali (76 mm). Prędkość została określona na 18,5 węzła, podobnie, jak wcześniejszych typów – istotnym warunkiem (jak się okazało, nieperspektywicznym) było wymaganie, aby nowe okręty mogły działać we wspólnych zespołach z dotychczasowymi pancernikami, dysponując podobną prędkością i manewrowością. Okręty miały bardzo małą wolną burtę, przez co ich pokłady były często zalewane przez fale. Następny typ pancerników amerykańskich Delaware miał już wyporność większą o ponad 4000 ton, by zlikwidować błędy powstałe przy projektowaniu okrętów typu South Carolina na skutek ograniczeń projektantów.
| Nazwa i znak taktyczny | położenie stępki | wodowanie     | wejście do służby |
| ---------------------- | ---------------- | ------------- | ----------------- |
| South Carolina (BB-26) | 18. 12. 1906     | 11. 07. 1908* | 01. 03. 1910      |
| Michigan (BB-27)       | 17. 12. 1906     | 26. 05. 1908  | 04. 01. 1910      |

* – spotyka się też datę wodowania "South Carolina" 1 lipca lub 28 lipca 1908

### Maszynownia

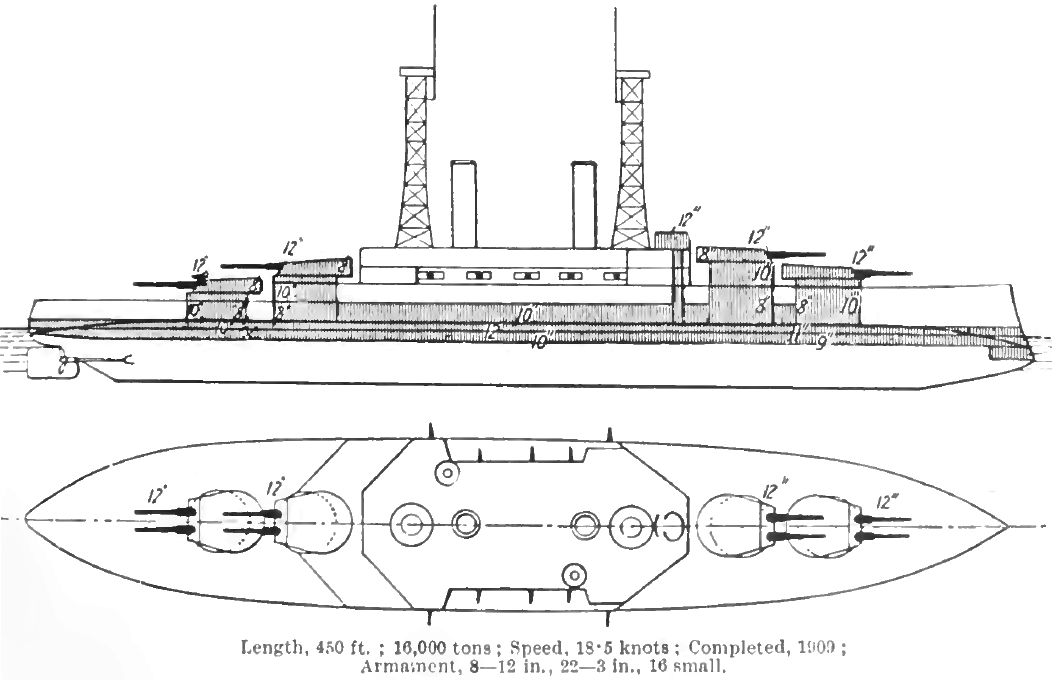
Szkic rozkładu opancerzenia (zakreskowane) i uzbrojenia pancerników typu South Carolina

Z powodu wymogu dużego zasięgu, nowe okręty miały klasyczne maszyny parowe potrójnego rozprężania, o mniejszej mocy, ale bardziej ekonomiczne od nowych i zapewniających dużą prędkość turbin parowych zamontowanych na "Dreadnought". Taki układ maszynowni został powtórzony jedynie na czterech kolejnych okrętach amerykańskich (USS "Delaware" (BB-28), USS "New York" (BB-34), USS "Texas" (BB-35) i USS "Oklahoma" (BB-37)).
W praktyce, główną słabością okrętów i powodem, dla których czasami nie określa się ich jako "pełnych" drednotów, okazała się niska prędkość, skazująca je na działania wspólne ze starszymi przeddrednotami.

### Pancerz
Okręty otrzymały pancerz zapewniający lepsze zabezpieczenie w stosunku do swojego brytyjskiego rówieśnika. Miały grubszy pancerz boczny, a wszystkie magazyny zostały przesunięte dalej od burt. Pomimo tego, ten typ pancerników miał takie same problemy z cienkim pancerzem pokładowym i dachami wież artyleryjskich, jak wszystkie inne wczesne drednoty.

### Uzbrojenie

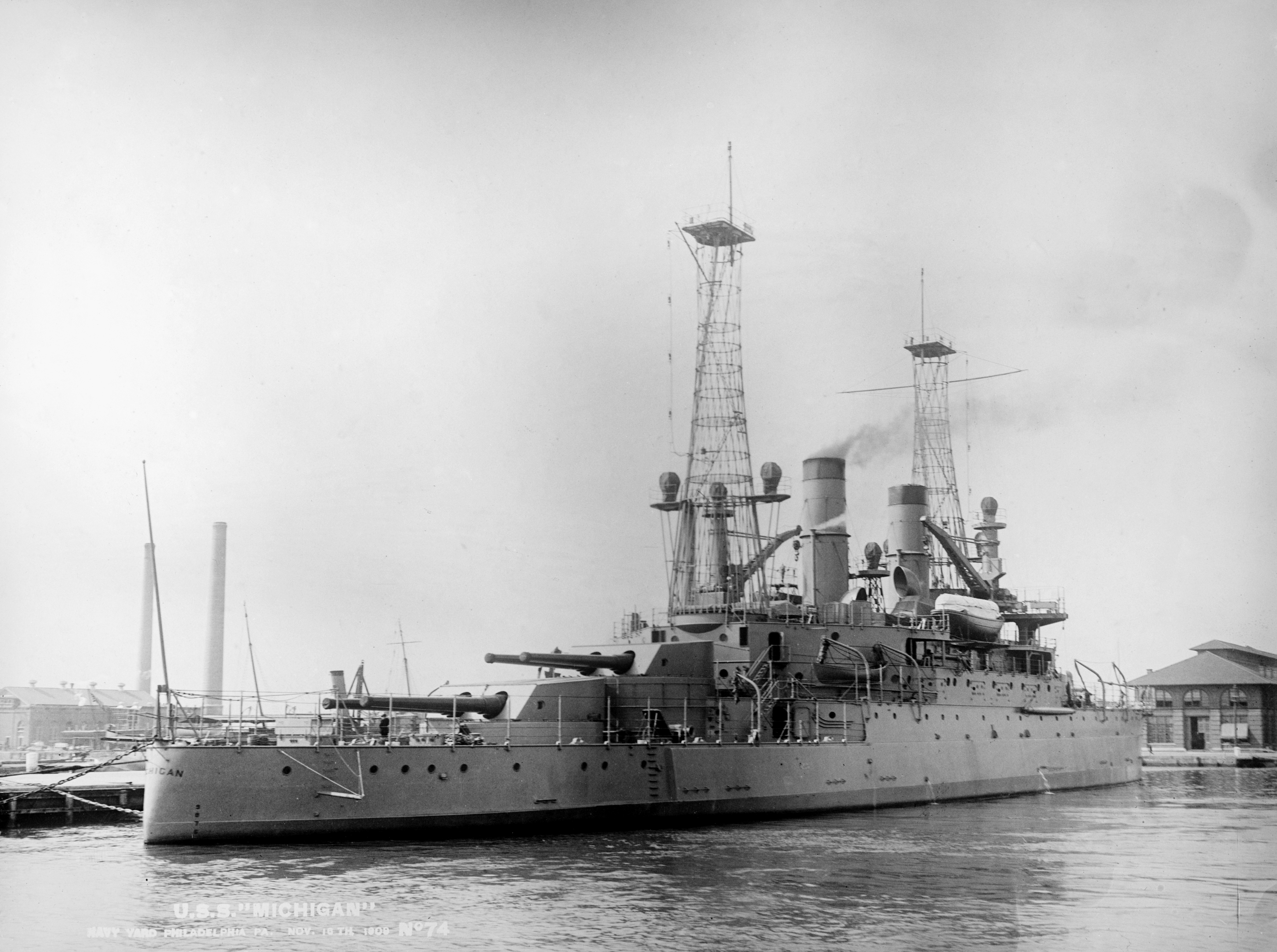
USS "Michigan" od rufy

Typ South Carolina początkowo miał być jedynie modyfikacją Connecticut pod względem uzbrojenia i oprócz podwójnej wieży dział kalibru 305 mm (12 cali) na dziobie i rufie, miał otrzymać pojedyncze boczne wieże dział tego kalibru w miejsce podwójnych wież 203 mm (8 cali) na rogach nadbudówki. Działa 7 calowe (178 mm), jako słabo spisujące się, miały być w ogóle usunięte. Jednak odrzut dział w wieżach bocznych okazał się zbyt wielkim problemem i działa 305 mm umieszczono po raz pierwszy w wieżach ustawionych wzdłuż linii symetrii, jedne ponad drugimi (w superpozycji). Na taki niestosowany wcześniej układ zdecydowano się już w kwietniu 1905. Taki układ zastosowano na wszystkich kolejnych amerykańskich pancernikach, a później także na okrętach innych państw. Pozwalał on na oddanie salwy burtowej ze wszystkich czterech wież oraz na ograniczenie wyporności do zadanej przez Kongres, przez zmniejszenie długości okrętu. Okręty miały w efekcie taką samą salwę burtową, jak Dreadnought, posiadając jedną wieżę mniej i uniknięto zastosowania wież położonych w pobliżu burt kadłuba. Pojawiały się wątpliwości dotyczące siły podmuchu działającej na dolne wieże w momencie, gdy działa miałyby strzelać na wprost przed dziób, ale okazało się, że nie jest to poważnym problemem. Testy takiego rozmieszczenia prowadzono w marcu 1907 na monitorze USS "Florida". Wieże umieszczone w superpozycji okazały się satysfakcjonujące w służbie i wszystkie przyszłe pancerniki amerykańskie były w taki system wyposażone. Brytyjskie okręty otrzymały takie wieże (tylko na rufie) dopiero przy projekcie HMS "Neptune", który został zbudowany w 1911, a na dziobie i rufie – w typie Orion zbudowanym w 1912. Oprócz zwiększenia liczby dział, w porównaniu z przeddrednotami znacząco wzrosła liczba pocisków kalibru 305 mm, z 60 do 100 na działo. Po raz pierwszy na amerykańskich pancernikach zastosowano dwustopniowe podajniki amunicji, lecz z powodu wadliwości zastosowanych podajników, krokiem wstecz okazało się zastąpienie ich przez napędzane ręcznie mechanizmy dźwigi do transportu amunicji z komór amunicyjnych i ładowania dział.

## Działania
W czasie pierwszej wojny światowej oba okręty operowały wraz z przeddrednotami z powodu małej prędkości. Oba zostały zezłomowane zgodnie z ustaleniami traktatu waszyngtońskiego.